# ヴルシェツ
座標: 北緯43度11分 東経23度17分 / 北緯43.183度 東経23.283度

ヴルシェツ
Вършецヴルシェツ ブルガリア内のヴルシェツの位置

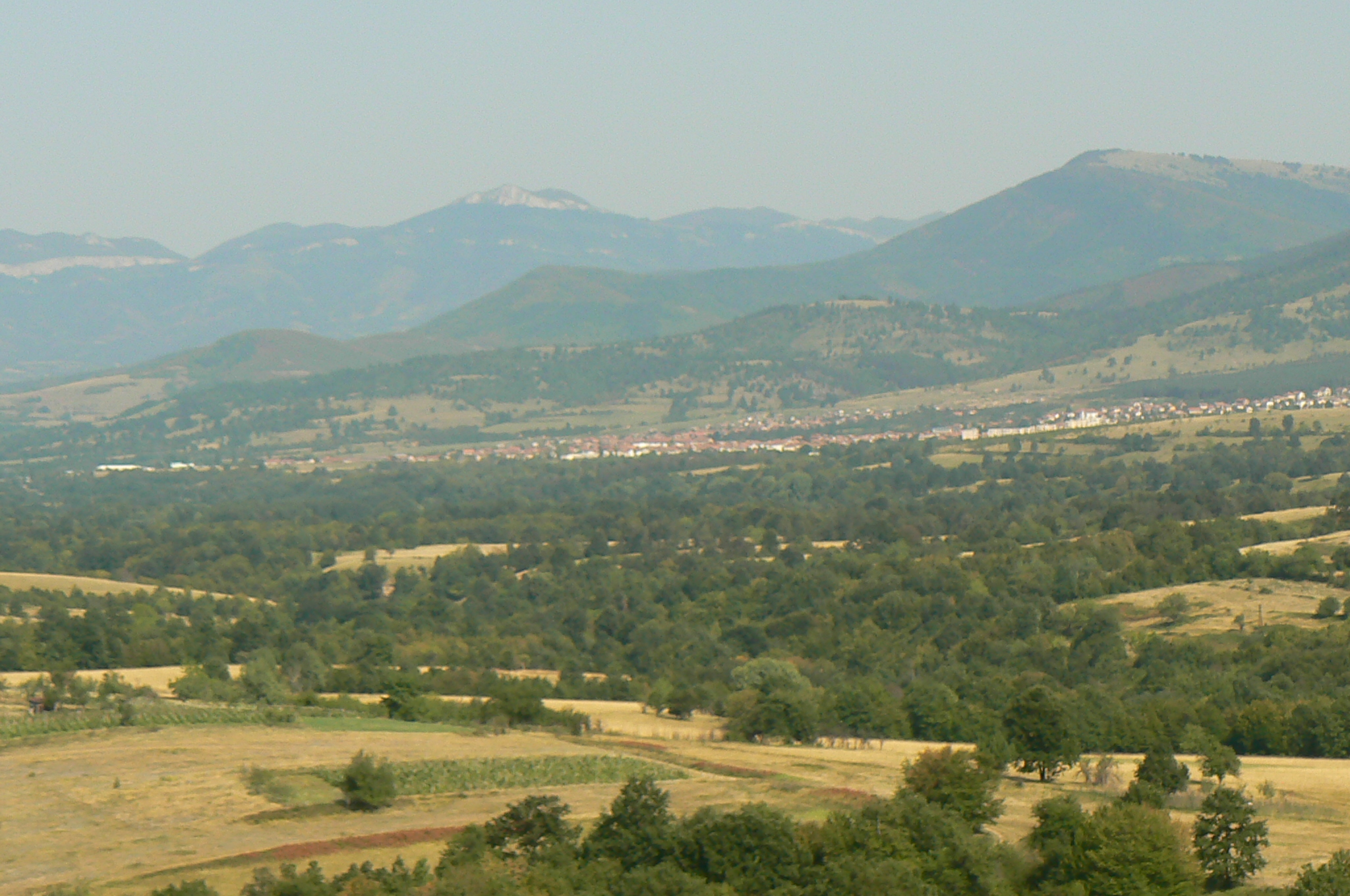
ベルコヴィツァへの道からみたヴルシェツ

ヴルシェツ（ブルガリア語: Вършѐц、Varshets）はブルガリア北西部の町、およびそれを中心とした基礎自治体。モンタナ州に属する。バルカン山脈西部の北側の斜面、ボトゥニャ川（Ботуня / Botunya）の渓谷の中にある温泉町である。ヴァルシェツ、バルシェツなどとも表記される。
ヴルシェツは、山地の温厚な気候と美しい景色、広大で保存状態の良い自然公園、そして温泉療養の地として、ブルガリア北部ではもっとも古く、有名なリゾート地のひとつである。町は観光客を受け入れる設備が整えられている。町には2つの温泉センター、ひとつの総合病院、多くのレスト・ハウス、ホテル、民宿などがある。ヴルシェツにはまた、画廊、市博物館、聖ゲオルギウスに奉げられた正教会の聖堂がある。
紀元前2世紀のトラキア人の少年の青銅像が町の近くで見つかっており、ヴルシェツの象徴となっている。現代の町は、古代ローマ時代、ビザンティン時代の町メデカ（Medeca）に起源を持っており、紀元前6世紀にはすでに存在していたことが確認されている。ヴルシェツに町があったことは、16世紀の文献にも確認できる。ヴルシェツで初の公立の温泉場は1910年に築かれ、ダミャン・イヴァノフ（Дамяан Иванов / Damyan Ivanov）によって運営されていた。イヴァノフは、オーストリア＝ハンガリー帝国で学んだ温泉学者であった。新しい温泉場は1930年に築かれ、1934年には庭園が整備された。1950年、ヴルシェツは、国家リゾート地に指定された。

## ヴルシェツにちなむもの
南極大陸のサウス・シェトランド諸島、スミス島（Smith Island）にあるヴルシェツ鞍部（Varshets Saddle）は、ヴルシェツにちなんで命名された。

## 町村
ヴルシェツ基礎自治体（Община Вършец）には、その中心であるヴルシェツをはじめ、以下の町村（集落）が存在している。
- Вършец
- Горна Бела речка
- Горно Озирово
- Долна Бела речка
- Долно Озирово

- Драганица
- Клисурски манастир
- Спанчевци
- Стояново
- Черкаски